# Соберт, Джин
Джин Марлен Соберт (англ. Jean Marlene Saubert; 1 мая 1942, Розберг — 14 мая 2007, Бигфорк) — американская горнолыжница, выступавшая в слаломе, гигантском слаломе и скоростном спуске. Представляла сборную США по горнолыжному спорту в 1960—1966 годах, серебряная и бронзовая призёрка зимних Олимпийских игр в Инсбруке, восьмикратная чемпионка американского национального первенства.

## Биография
Джин Соберт родилась 1 мая 1942 года в городе Розберг, штат Орегон, США. Проходила подготовку преимущественно в горнолыжном курорте Худу-Бьютт.
Уже в конце 1950-х годов выигрывала соревнования национального уровня, хотя отобраться на домашние Олимпийские игры в Скво-Вэлли не смогла.
В 1962 году вошла в основной состав американской национальной сборной и побывала на чемпионате мира в Шамони, где попала в десятку сильнейших во всех четырёх женских дисциплинах, в том числе стала шестой в гигантском слаломе. В течение последующих двух лет занимала доминирующие позиции среди американских горнолыжниц, добавила в послужной список ещё несколько национальных титулов, одержала победу на нескольких престижных соревнованиях в Европе.
Благодаря череде удачных выступлений удостоилась права защищать честь страны на зимних Олимпийских играх 1964 года в Инсбруке. В слаломе по сумме двух попыток расположилась в итоговом протоколе на третьей строке, пропустив вперёд только сестёр-француженок Кристин Гуашель и Мариэль Гуашель. В гигантском слаломе разделила второе место с Кристин Гуашель, показав с ней одинаковое время на финише. При этом в скоростном спуске стала лишь 26-й. Поскольку здесь также разыгрывалось мировое первенство, дополнительно стала серебряной и бронзовой призёркой чемпионата мира. Сумев финишировать во всех трёх женских видах, заняла, помимо всего прочего, итоговое четвёртое место в комбинации, хотя эта дисциплина в то время не входила в программу Олимпийских игр, и данный результат пошёл исключительно в зачёт мирового первенства.
После инсбрукской Олимпиады Соберт осталась в главной горнолыжной команде США и продолжила принимать участие в крупнейших международных соревнованиях. Так, к 1966 году она довела число побед в зачёте национальных первенств до восьми, выступила на чемпионате мира в Портильо, где показала в программе слалома четвёртый результат. Вскоре по окончании мирового первенства в возрасте 24 лет окончила Университет штата Орегон и приняла решение завершить спортивную карьеру.
Впоследствии переехала на постоянное жительство в Прово, работала здесь инструктором по горнолыжному спорту, изучала физическую культуру в Университете Бригама Янга, получив в этой области степень бакалавра. Затем вернулась в Орегон, работала учительницей в начальной школе в Хилсборо. Была последовательницей Церкви Иисуса Христа Святых последних дней.
За выдающиеся спортивные достижения в 1976 году введена в Национальный зал славы лыжного спорта. Также с 1983 года является членом Зала славы спорта Орегона. Принимала участие в эстафете олимпийского огня перед Олимпийскими играми 2002 года в Солт-Лейк-Сити.
В 2001 году ей диагностировали рак молочной железы. 14 мая 2007 года в возрасте 65 лет она скончалась от этого заболевания в местечке Бигфорк округа Флатхед, штат Монтана.